# 台灣颱風論壇
台灣颱風論壇（英語：Taiwan Typhoon BBS），是一個以氣象資訊為主的中文論壇網站，由臺灣業餘氣象研究者陳柏宏，於2009年6月27日成立，採用Discuz!論壇系統。根據該論壇自行統計，2018年9月止總流量已突破1億，為目前臺灣最大的氣象討論網路社群；而Alexa統計至2018年10月止，流量為全臺灣總網站排行3,286名。
後續因社群媒體興起，在臉書創建粉絲專頁，以吸引原先傳統論壇流失的客群，並將粉絲專頁設為媒體/新聞機構，截至2025年8月，追蹤人數已達61萬，為台灣現在有在運行之最大氣象相關粉絲專頁。

## 歷史沿革
宜蘭高商高中生陳柏宏曾於Yahoo!奇摩部落格、無名小站創設氣象網誌空間，後來夥同數名氣象同好者於2009年6月創立網站，並定名為「台灣颱風論壇」。
據陳柏宏表示高中時期是使用了當時有小筆電之稱的「Eee PC」即完成了初期論壇網站的架設，為了怕母親發現，平時將Eee PC藏於家中天花板裡。
| 名稱                      | 說明                                                                  |
| ------------------------- | --------------------------------------------------------------------- |
| taiwan-typhoon.freebbs.tw | 網站最先開始使用的域名。                                              |
| twtybbs.com               | 2011年11月6日，舊版論壇系統正式停止營運，轉由新的域名及系統繼續服務。 |

### 管理團隊
- 創辦人：陳柏宏
  - 執行長：賴重祐
    - 技術長：彭欽旋
    - 行銷長：蔡震
    - 資訊長：戴燝景
    - 活動長：趙信雄
    - 管理部長兼編輯：鄭又銘

### 營運架構
- 天氣特急：Facebook粉絲專頁平台，提供天氣、颱風等資訊發布。
- 天氣祕書：Line天氣通知服務，已轉型使用者付費機制。
- 討論平台：提供天氣與颱風等大氣科學討論、交流平台，並可長期保存資料。

## 活動

### 批踢踢大氣科學板板聚
台灣颱風論壇與批踢踢大氣科學板於2015年起共同舉辦聯合板聚，由雙方管理人員於當日舉辦各種活動與專題演說。每年PTT大氣科學板板聚皆會邀請不同的氣象相關專家或預報人員進行相關的專題演說。

## 外部連結
- 台灣颱風論壇官方網站 （页面存档备份，存于）（中文）